# اتوري ميلانو
اتوري ميلانو (بالإيطالية: Ettore Milano)‏ مواليد 26 يوليو 1925 - الوفاة 21 أكتوبر 2011 في نوفي ليغوري، إيطاليا، كان دراج إيطالي.

## روابط خارجية
- اتوري ميلانو على موقع أرشيف الدراجات (الإنجليزية)
- اتوري ميلانو على موقع إحصائيات الدراجات الإحترافية (الإنجليزية)
- اتوري ميلانو على موقع CycleBase (الإنجليزية)